# Стрюк, Александр Сергеевич
Александр Сергеевич Стрюк (укр. Олександр Сергійович Стрюк; род. 1978, Херсонская область) — руководитель военно-гражданской администрации города Северодонецк (2020—2024).

## Биография
Родился в 1978 году в Херсонской области.
Сотрудник Службы безопасности Украины. Работал в Главном управлении СБУ в Автономной Республике Крым, расположенном в Херсоне.
4 августа 2020 года Стрюк был назначен руководителем военно-гражданской администрации Северодонецка.
30 сентября 2024 года Стрюк был уволен указом президента Украины с поста руководителя военно-гражданской администрации города Северодонецка.

## Личная жизнь
Супруга — Татьяна Боровская-Стрюк. Воспитывает двух детей.